# 一宮化成工業
一宮化成工業（いちみやかせいこうぎょう）は、愛媛県に本社を置く化学メーカーである。

## 主要商品
- 表彰状・経営理念注型品
- 記念品
- ブライダル

## アクセス
- 〒792-0893愛媛県新居浜市多喜浜3-9-35
- TEL 0897-45-0587